# Псалом 113
Псалом 113 (у масоретській нумерації — 114) — 113-й псалом Книги псалмів.  

## Текст
| Вірш | Гебрейська мова                        | Давньогрецька мова (Септуаґінта)                                                  | Латинська мова (Вульгата)                                                        | Українська мова (Переклад Хоменка)                                                   |
| ---- | -------------------------------------- | --------------------------------------------------------------------------------- | -------------------------------------------------------------------------------- | ------------------------------------------------------------------------------------ |
| 1    | בְּצֵאת יִשְׂרָאֵל, מִמִּצְרָיִם; בֵּית יַעֲקֹב, מֵעַם לֹעֵז  | Αλληλουια. ᾿Εν ἐξόδῳ Ισραηλ ἐξ Αἰγύπτου, οἴκου Ιακωβ ἐκ λαοῦ βαρβάρου             | Alleluja. [In exitu Israël de Ægypto, domus Jacob de populo barbaro,             | Алилуя. Коли Ізраїль вийшов з Єгипту, дім Якова з-поміж людей чужої мови,            |
| 2    | הָיְתָה יְהוּדָה לְקָדְשׁוֹ; יִשְׂרָאֵל, מַמְשְׁלוֹתָיו      | ἐγενήθη Ιουδαία ἁγίασμα αὐτοῦ, Ισραηλ ἐξουσία αὐτοῦ.                              | facta est Judæa sanctificatio ejus; Israël potestas ejus.                        | святинею його стала Юдея, Ізраїль — його царством.                                   |
| 3    | הַיָּם רָאָה, וַיָּנֹס; הַיַּרְדֵּן, יִסֹּב לְאָחוֹר        | ἡ θάλασσα εἶδεν καὶ ἔφυγεν, ὁ Ιορδάνης ἐστράφη εἰς τὰ ὀπίσω·                      | Mare vidit, et fugit; Jordanis conversus est retrorsum.                          | Море побачило те й кинулось тікати, Йордан назад повернувся.                         |
| 4    | הֶהָרִים, רָקְדוּ כְאֵילִים; גְּבָעוֹת, כִּבְנֵי-צֹאן    | τὰ ὄρη ἐσκίρτησαν ὡσεὶ κριοὶ καὶ οἱ βουνοὶ ὡς ἀρνία προβάτων.                     | Montes exsultaverunt ut arietes, et colles sicut agni ovium.                     | Гори, мов барани, скакали, горби — немов ягнята.                                     |
| 5    | מַה-לְּךָ הַיָּם, כִּי תָנוּס; הַיַּרְדֵּן, תִּסֹּב לְאָחוֹר   | τί σοί ἐστιν, θάλασσα, ὅτι ἔφυγες, καὶ σοί, Ιορδάνη, ὅτι ἀνεχώρησας εἰς τὰ ὀπίσω; | Quid est tibi, mare, quod fugisti? et tu, Jordanis, quia conversus es retrorsum? | Що з тобою, море, що ти кинулось тікати, і з тобою, Йордане, що ти назад повернувся? |
| 6    | הֶהָרִים, תִּרְקְדוּ כְאֵילִים; גְּבָעוֹת, כִּבְנֵי-צֹאן   | τὰ ὄρη, ὅτι ἐσκιρτήσατε ὡσεὶ κριοί, καὶ οἱ βουνοὶ ὡς ἀρνία προβάτων;              | Montes, exsultastis sicut arietes? Et colles, sicut agni ovium?                  | З вами, о гори, що скачете, мов барани, а ви, горби, — немов ягнята?                 |
| 7    | מִלִּפְנֵי אָדוֹן, חוּלִי אָרֶץ; מִלִּפְנֵי, אֱלוֹהַּ יַעֲקֹב | ἀπὸ προσώπου κυρίου ἐσαλεύθη ἡ γῆ, ἀπὸ προσώπου τοῦ θεοῦ Ιακωβ                    | A facie Domini mota est terra, a facie Dei Jacob:                                | Перед обличчям Господнім трясися, земле, перед обличчям Бога Якова,                  |
| 8    | הַהֹפְכִי הַצּוּר אֲגַם-מָיִם; חַלָּמִישׁ, לְמַעְיְנוֹ-מָיִם  | τοῦ στρέψαντος τὴν πέτραν εἰς λίμνας ὑδάτων καὶ τὴν ἀκρότομον εἰς πηγὰς ὑδάτων.   | qui convertit petram in stagna aquarum, et rupem in fontes aquarum.              | що скелю перетворює в озеро воднисте, а кремінь — у водяні джерела.                  |

## Літургійне використання

### Юдаїзм
- Псалом 113 є одним із шести псалмів (113–118), на основі яких написана молитва Галель. У дні читання молитви Галель цей псалом читають повністю.
- У деяких традиціях цей псалом читають на перший і/або восьмий день свята Песах.

### Християнство

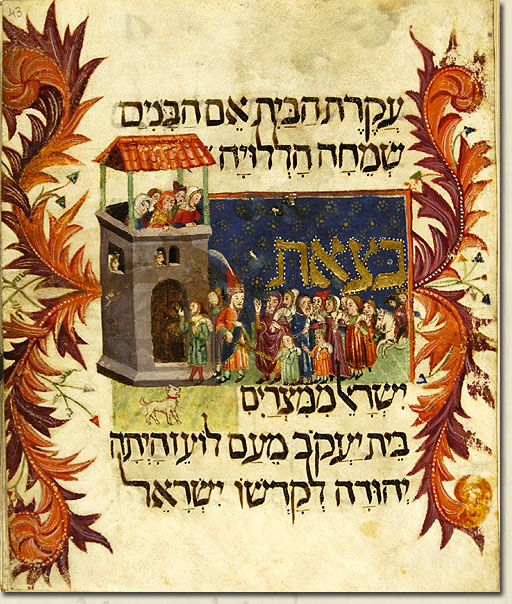
Початок псалому 113 у збірнику молитов «Пасхальна Агада», XIV століття

З VI століття псалом використовували для читання під час чину християнського похорону, а також під час служінь біля помираючого. Його також читали під час Богослужінь на Великдень, оскільки звільнення Ізраїлю від рабства вважається метафорою позбавлення від гріха.

#### Протестантська церква
У новій версії загального Лекціонарію псалом присутній у році A сімнадцятої неділі після Зіслання Святого Духа.

#### Православна церква
У православній церкві цей псалом співають як антифон на свято Богоявлення, у неділю після Богоявлення, а також у Вербну неділю.

#### Католицька церква
Святий Бенедикт Нурсійський вибрав цей псалом як один із псалмів для співу на вечірній. Починаючи з Середньовіччя, псалом 113 виконували на вечірніх понеділка згідно Статуту Бенедикта (530 AD).
На Літургії годин псалом 113 співають або читають на вечірніх неділі. Він є єдиним псалмом, який трациційно співають особливим псалмовим тоном «Tonus peregrinus».

## Використання у популярній культурі
Частина псалому була процитована на початку другої частини «Божественної комедії» Данте Аліг'єрі — «Чистилище».